# Marca de casa

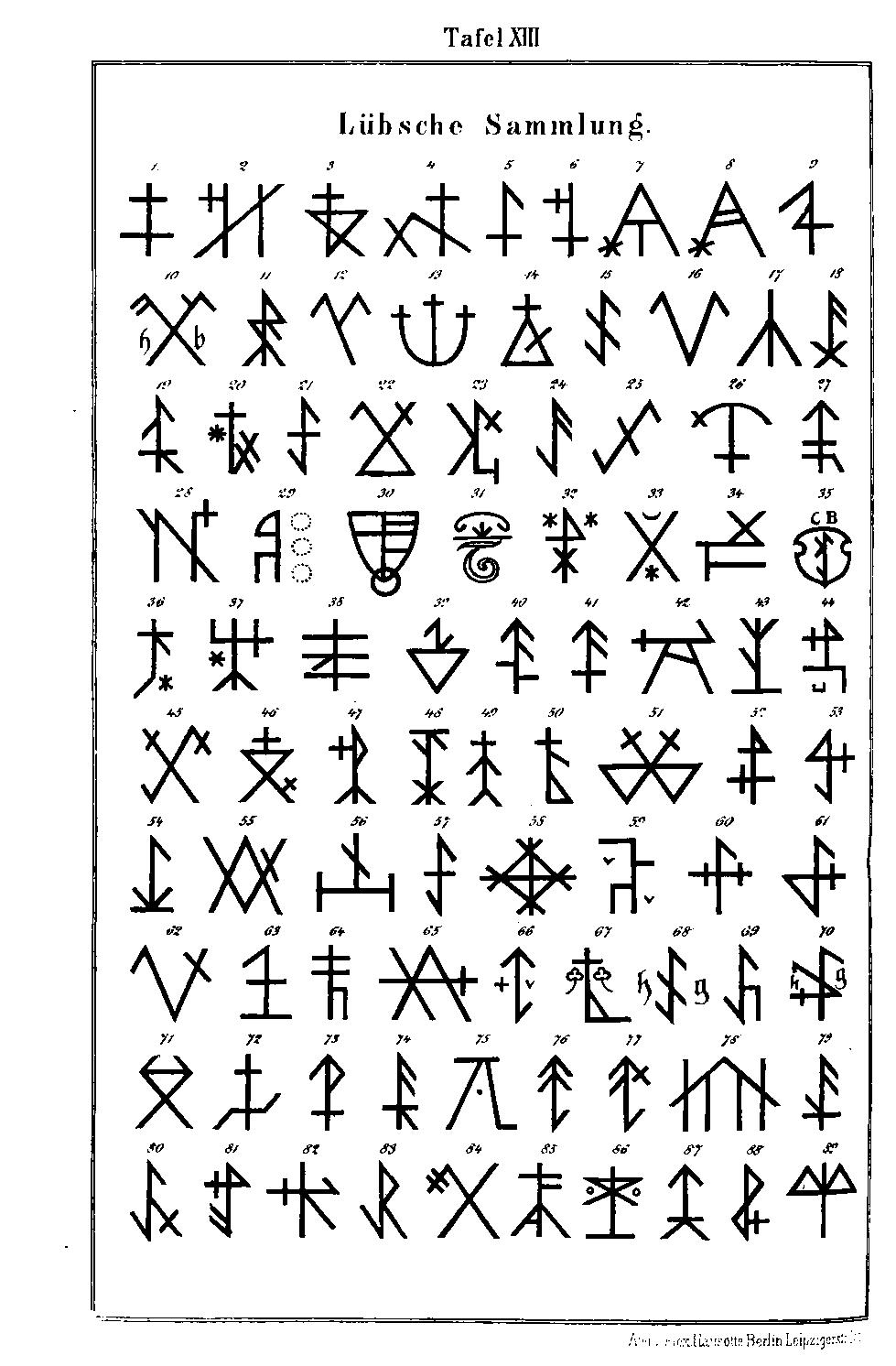
Uma amostra da diversidade das marcas de casa

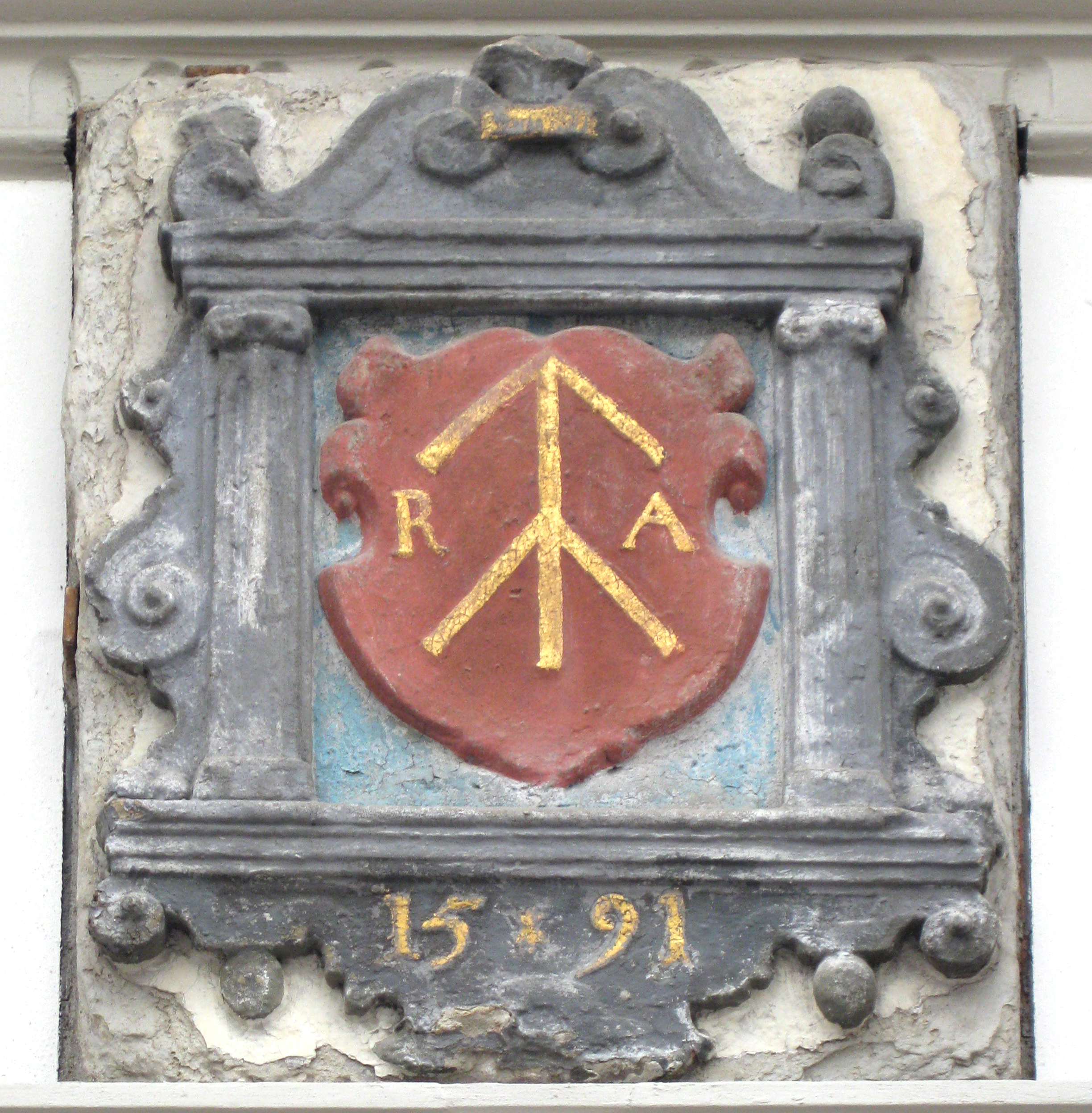
Uma marca de casa incorporada a um brasão. Fachada de uma casa em Lübeck, Alemanha.

Marca de casa é uma categoria de sinais, símbolos ou ideogramas usados desde a Idade Média como identificadores de  famílias e suas propriedades.
As marcas de casa são encontradas em uma grande área da Europa entre a Islândia, Escandinávia, Ilhas Britânicas, Países Baixos, França, Germânia, países eslavos e norte da Itália. Cada marca era uma propriedade hereditária de uma família ou clã, e não individual, funcionava como um identificador coletivo, embora fossem comuns variações dentro de uma mesma família. Eram empregadas para marcar gado, objetos pessoais, mobília, ferramentas, eram aplicadas em fachadas de casas, em portões e marcos de limites de propriedades rurais, em tumbas e monumentos, e na forma de selos usados para lacrar ou autenticar documentos. Numa época de maciço analfabetismo, serviam também como assinatura em documentos legais. Neste sentido, pensa-se que seu desenho devia ser facilmente memorizável, mas elas podem ter uma significativa complexidade. Seu desenho é sempre linear, composto de traços retos ou curvos combinados de diferentes maneiras, e seu caráter é quase invariavelmente abstrato, sendo muito raros desenhos que reproduzem reconhecivelmente objetos do mundo físico, como animais e plantas.
A criação de marcas ou sinais identificadores de pessoas e propriedades é um costume imemorial em muitas partes do mundo, mas na forma como se tornaram conhecidas as marcas de casa são uma tradição típica do norte da Europa. Entre povos eslavos parecem ter sido adotadas antes do século X. São citadas em textos escritos em nórdico antigo e na Islândia, Noruega, Suécia e Dinamarca seu uso foi estritamente regulamentado entre os séculos XII e XIII, indicando ser um costume bem mais antigo. Na Germânia são mencionadas em documentos do século XII e nas Ilhas Britânicas o uso é atestado no século XIV, mas também deve ter sido praticado desde bem antes.
Suas origens são incertas e podem ser pré-históricas. Várias teorias foram propostas. Podem ter resultado da observação de desenhos formados pelas constelações, podem ter tido originalmente algum significado mágico ou religioso, ou mais provavelmente estão ligadas ao desenvolvimento das runas. Registros históricos mostram que runas eram gravadas em marcos delimitadores de propriedades rurais no norte da Europa em tempos muito antigos. Ao longo de sua evolução foram associadas aos sinais adotados pelos mestres-construtores e gravados em pedras de catedrais e às marcas usadas por mercadores, guildas e outros. Às vezes se parecem com monogramas, e sem dúvida em muitos casos tiveram essa origem.
Em tempos mais antigos quando um novo dono assumia uma propriedade, podia adotar a marca da família anterior. Na fase pré-heráldica foram o meio mais comum de identificar famílias. Quando a linguagem heráldica foi codificada entre os séculos XII e XIII, famílias que foram enobrecidas muitas vezes incorporaram suas marcas a brasões, mas elas permaneceram mais comumente associadas a famílias plebeias e burguesas. Embora possam ser divididas em grupos que compartilham de um mesmo sinal básico, como a cruz, a seta, a âncora, o círculo, o gancho, o zig-zag, a variedade de formas que assumiram é enorme, e as repetições de sinais idênticos são surpreendentemente poucas. Como marcação de imóveis e objetos seu uso entrou em declínio no século XVIII, mas para marcação de gado ainda é comum.